# Morti nel 2001/Aprile
| Questa pagina contiene informazioni ricavate automaticamente dalle voci biografiche con l'ausilio del template Bio e di un bot. L'aggiornamento è periodico e automatico e ricostruisce completamente la pagina. Se manca una persona in questa lista, sei pregato di non aggiungerla, ma accertati piuttosto che la sua voce biografica contenga il template Bio e che i dati anagrafici siano correttamente compilati. Se il template Bio manca, inseriscilo tu stesso o, in alternativa, metti l'avviso {{tmp\|Bio}} che ne segnala la mancanza. Se i dati riportati sono sbagliati, correggi direttamente la voce biografica; le modifiche saranno visibili in questa lista entro pochi giorni. Per chiarimenti vedi il progetto biografie. La lista contiene solo le 107 persone che sono citate nell'enciclopedia e per le quali è stato implementato correttamente il template Bio. Pagina aggiornata al 18 apr 2025. |

- 1º aprile - Ernesto Cima, cestista italiano (n. 1953)
- 1º aprile - Eugênio German, scacchista brasiliano (n. 1930)
- 1º aprile - Yuhanon Qashisho, scrittore, insegnante e grammatico siro (n. 1918)
- 1º aprile - Trịnh Công Sơn, compositore e cantante vietnamita (n. 1939)
- 1º aprile - Larry Tucker, scrittore, produttore cinematografico e attore statunitense (n. 1934)
- 1º aprile - Jalil Zandi, aviatore iraniano (n. 1951)
- 3 aprile - Kersten Meier, nuotatore tedesco (n. 1954)
- 4 aprile - Liisi Oterma, astronoma finlandese (n. 1915)
- 4 aprile - Ed Roth, artista e animatore statunitense (n. 1932)
- 5 aprile - Hernâni Ferreira da Silva, calciatore portoghese (n. 1931)
- 5 aprile - Jay Miller, cestista statunitense (n. 1943)
- 5 aprile - Aldo Olivieri, allenatore di calcio, dirigente sportivo e calciatore italiano (n. 1910)
- 7 aprile - Gopalasamudram Narayana Iyer Ramachandran, biofisico indiano (n. 1922)
- 7 aprile - David Graf, attore statunitense (n. 1950)
- 7 aprile - Beatrice Straight, attrice statunitense (n. 1914)
- 8 aprile - Frank Annunzio, politico statunitense (n. 1915)
- 8 aprile - Vladyslav Kryščyšyn, sollevatore sovietico (n. 1946)
- 8 aprile - Nello Lauredi, ciclista su strada italiano (n. 1924)
- 8 aprile - Bob Sohl, nuotatore statunitense (n. 1928)
- 8 aprile - Van Stephenson, cantante e chitarrista statunitense (n. 1953)
- 9 aprile - Roque Ditro, calciatore argentino (n. 1936)
- 9 aprile - Wanda Sciaccaluga, ballerina e attrice italiana (n. 1920)
- 9 aprile - Graziella Sciutti, soprano italiano (n. 1927)
- 9 aprile - Giorgio Spitella, politico italiano (n. 1925)
- 9 aprile - Willie Stargell, giocatore di baseball statunitense (n. 1940)
- 10 aprile - Jean-Gabriel Albicocco, regista francese (n. 1936)
- 10 aprile - Felice Arienti, allenatore di calcio e calciatore italiano (n. 1917)
- 10 aprile - Nyree Dawn Porter, attrice neozelandese (n. 1936)
- 10 aprile - Nora Eddington, attrice e scrittrice statunitense (n. 1924)
- 10 aprile - Andy Farkas, giocatore di football americano statunitense (n. 1916)
- 10 aprile - Jean-Marie Floch, semiologo francese (n. 1947)
- 10 aprile - Ferdinand Plánický, calciatore cecoslovacco (n. 1920)
- 10 aprile - Richard Evans Schultes, biologo e botanico statunitense (n. 1915)
- 11 aprile - Sandy Bull, musicista statunitense (n. 1941)
- 11 aprile - Harry Secombe, attore e cantante britannico (n. 1921)
- 12 aprile - Harvey Ball, artista, imprenditore e militare statunitense (n. 1921)
- 12 aprile - Alberto Erede, direttore d'orchestra italiano (n. 1908)
- 12 aprile - Richard Shores, compositore e direttore d'orchestra statunitense (n. 1917)
- 13 aprile - Josef Diefenthal, militare tedesco (n. 1915)
- 13 aprile - Josephine Premice, attrice, cantante e ballerina statunitense (n. 1926)
- 13 aprile - Ostap Steckiw, calciatore e allenatore di calcio polacco (n. 1924)
- 14 aprile - Jim Baxter, calciatore britannico (n. 1939)
- 14 aprile - Bruno Corti, politico e sindacalista italiano (n. 1920)
- 14 aprile - Haruo Minami, cantante giapponese (n. 1923)
- 14 aprile - Hiroshi Teshigahara, regista e sceneggiatore giapponese (n. 1927)
- 15 aprile - Pierre Drumare, compositore di scacchi francese (n. 1913)
- 15 aprile - Joey Ramone, cantante statunitense (n. 1951)
- 15 aprile - Bo Roberson, lunghista e giocatore di football americano statunitense (n. 1935)
- 16 aprile - Emanuele Clarizio, arcivescovo cattolico italiano (n. 1911)
- 16 aprile - Giovanni Farina, calciatore italiano (n. 1920)
- 16 aprile - Giacomo Gentilomo, regista cinematografico e sceneggiatore italiano (n. 1909)
- 16 aprile - Horace Gwynne, pugile canadese (n. 1912)
- 16 aprile - Alfred Horn, matematico statunitense (n. 1918)
- 16 aprile - Mittéï, scrittore e illustratore belga (n. 1932)
- 16 aprile - Peter Maag, direttore d'orchestra svizzero (n. 1919)
- 16 aprile - Robert Osterloh, attore statunitense (n. 1918)
- 16 aprile - Michael Ritchie, regista statunitense (n. 1938)
- 16 aprile - Alec Stock, calciatore e allenatore di calcio inglese (n. 1917)
- 17 aprile - Gianfranco Conti Persini, politico italiano (n. 1927)
- 17 aprile - Raymond Dextreit, medico francese (n. 1908)
- 17 aprile - Alfred M. Moen, inventore e imprenditore statunitense (n. 1916)
- 17 aprile - Leonīds Ostrovskis, calciatore sovietico (n. 1936)
- 18 aprile - Viliam Vanák, calciatore slovacco (n. 1915)
- 19 aprile - Kurt Ott, ciclista su strada svizzero (n. 1912)
- 19 aprile - Hal Haig Prieste, atleta statunitense (n. 1896)
- 20 aprile - Steven Blaisse, canottiere olandese (n. 1940)
- 20 aprile - Cino Cinelli, ciclista su strada e imprenditore italiano (n. 1916)
- 20 aprile - David Gilbarg, matematico statunitense (n. 1918)
- 20 aprile - Maria Karnilova, attrice, cantante e ballerina statunitense (n. 1920)
- 20 aprile - Giuseppe Sinopoli, direttore d'orchestra, compositore e saggista italiano (n. 1946)
- 21 aprile - Gaetano Contento, giurista e avvocato italiano (n. 1930)
- 21 aprile - Edmund Malecki, calciatore tedesco (n. 1914)
- 21 aprile - Werner Welzel, calciatore tedesco orientale (n. 1923)
- 22 aprile - Franco Longo, politico italiano (n. 1941)
- 22 aprile - Heiko Oberman, storico e teologo olandese (n. 1930)
- 22 aprile - Wesley C. Salmon, filosofo statunitense (n. 1925)
- 22 aprile - Robert Starer, compositore, pianista e docente austriaco (n. 1924)
- 22 aprile - Habis al-Majali, generale e politico giordano (n. 1914)
- 23 aprile - Lennart Atterwall, giavellottista svedese (n. 1911)
- 23 aprile - Guglielmo Biraghi, giornalista e critico cinematografico italiano (n. 1927)
- 23 aprile - Donato De Bonis, vescovo cattolico italiano (n. 1930)
- 23 aprile - David Walker, astronauta statunitense (n. 1944)
- 24 aprile - Hilda Cameron, velocista canadese (n. 1912)
- 24 aprile - Vittorio Gleijeses, storico e paroliere italiano (n. 1913)
- 24 aprile - Ferdinando Innocenti, calciatore italiano (n. 1909)
- 24 aprile - Josef Peters, pilota automobilistico tedesco (n. 1914)
- 24 aprile - Gro Anita Schønn, cantante norvegese (n. 1950)
- 24 aprile - Johnny Valentine, wrestler statunitense (n. 1928)
- 25 aprile - Michele Alboreto, pilota automobilistico italiano (n. 1956)
- 25 aprile - Viktor Bannikov, calciatore sovietico (n. 1938)
- 26 aprile - Ruth Hellberg, attrice e doppiatrice tedesca (n. 1906)
- 26 aprile - André Pascal, compositore francese (n. 1932)
- 26 aprile - Renzo Vespignani, pittore, illustratore e scenografo italiano (n. 1924)
- 27 aprile - Gastone Manacorda, storico italiano (n. 1916)
- 27 aprile - Jack Murdock, attore statunitense (n. 1922)
- 27 aprile - Piero Regnoli, sceneggiatore e regista italiano (n. 1921)
- 28 aprile - António Araújo, calciatore portoghese (n. 1923)
- 28 aprile - Bruno Gombi, politico e partigiano italiano (n. 1916)
- 28 aprile - Ken Hughes, regista, scrittore e produttore cinematografico inglese (n. 1922)
- 28 aprile - Andy Phillip, cestista e allenatore di pallacanestro statunitense (n. 1922)
- 28 aprile - James Still, poeta e romanziere statunitense (n. 1906)
- 29 aprile - Barend Biesheuvel, politico olandese (n. 1920)
- 29 aprile - Fritz Hartnagel, militare e giurista tedesco (n. 1917)
- 29 aprile - Rita Hunter, soprano inglese (n. 1933)
- 29 aprile - Marcella Olschki, scrittrice e giornalista italiana (n. 1921)
- 30 aprile - Roberto Fazi, giornalista italiano (n. 1922)
- 30 aprile - Andreas Kupfer, calciatore tedesco (n. 1914)